# دالتون بيل
دالتون بيل (بالإنجليزية: Dalton Bell)‏ هو لاعب كرة قدم أمريكية ولاعب كرة القدم الكندية أمريكي، ولد في 9 مارس 1983 في كانيون في الولايات المتحدة.